# Хукоу

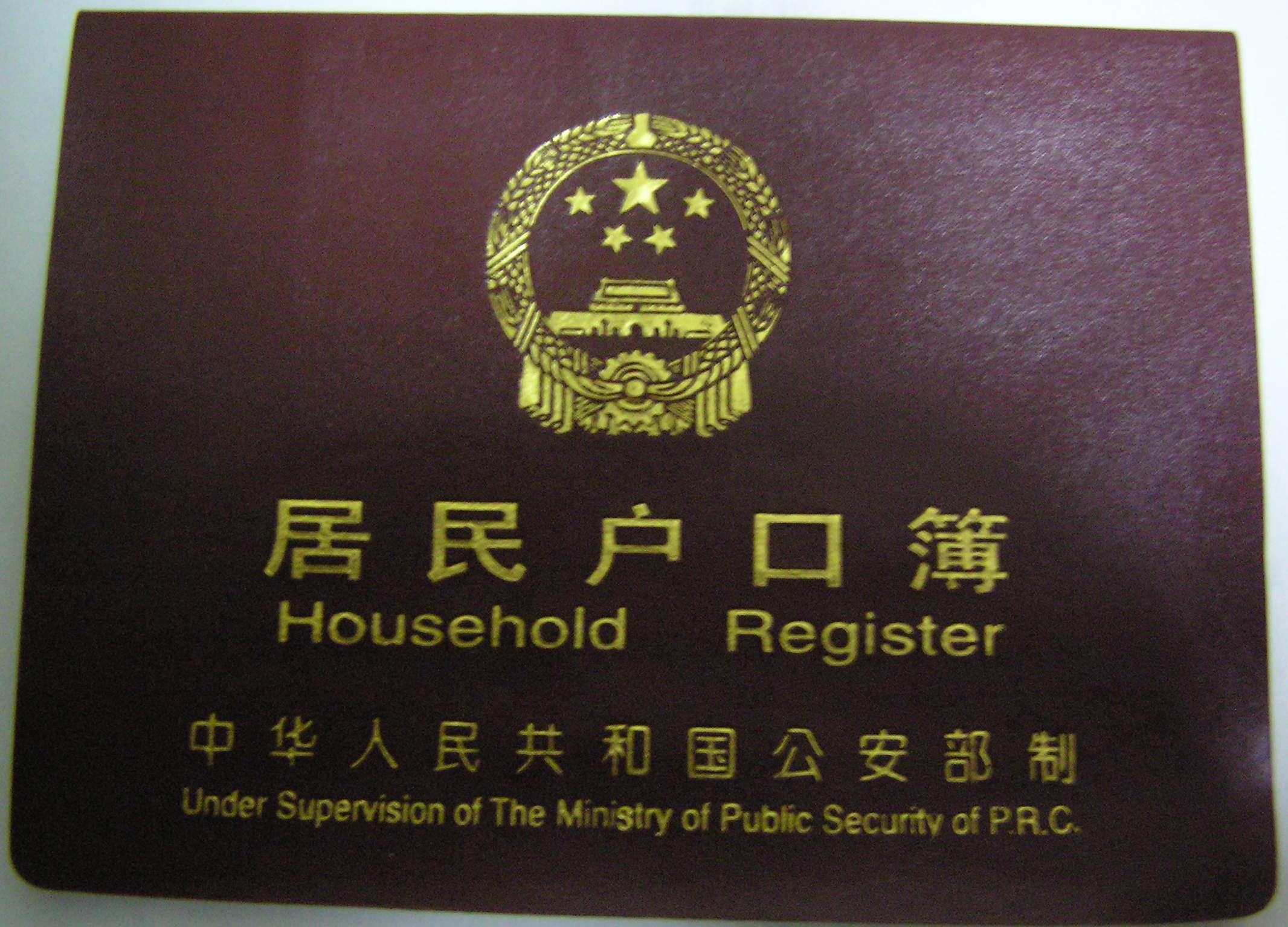
Домовая книга хукоу. В местном отделении полиции хранятся копии этих записей

Хукоу (кит. трад. 戶口, упр. 户口, пиньинь hùkǒu) — система регистрации домохозяйств, используемая в материковом Китае. Сама система называется «хуцзи» (кит. 户籍, пиньинь hùjí), что означает «место домохозяйства» или «домицилий». Хукоу — это статус конкретного человека в регистрационной системе. Тем не менее термин «хукоу» используется в разговорной речи для обозначения всей системы.
Хукоу берёт своё начало в древнем Китае и означает включение человека в систему государственной регистрации (kou буквально означает «рот», что происходит от практики рассмотрения членов семьи как «ртов для кормления»). Запись в системе государственной регистрации официально идентифицирует человека как постоянного жителя района и включает такую информацию, как имя, родители, супруга и дата рождения. Хукоу также может относиться к семейному реестру или домовой книге (кит. трад. 戶口簿, упр. 户口簿, пиньинь hùkǒu bù), которая выдаётся на семью и обычно включает сведения о рождении, смерти, браке.
Система хукоу частично происходит от древних китайских систем регистрации домашних хозяйств. Она также повлияла на аналогичные системы в соседних странах Восточной Азии, например, в структурах государственного управления Японии (косэки) и Кореи (ходжу), а также Вьетнама (хокхау). В Южной Корее система ходжу была отменена в январе 2008 года. Несмотря на то, что прописка в Советском Союзе и регистрация по месту жительства в России не связаны с хукоу по своему происхождению, они преследовали схожую цель и служили моделью для современной китайской системы регистрации.
В связи с тем, что система хукоу связана с социальными программами, предоставляемыми правительством, которое назначает пособия на основе статуса проживания в сельском или городском секторе, систему хукоу иногда сравнивают с формой кастовой системы. На протяжении десятилетий, прошедших с момента образования Китайской Народной Республики в 1949 году, хукоу было источником значительного неравенства, поскольку городские жители получали пособия и услуги, от пенсии до образования и здравоохранения, которых зачастую были лишены сельские жители. В последние годы центральное правительство начало реформировать систему в ответ на протесты и изменения в экономической системе, однако некоторые зарубежные эксперты сомневаются, что эти изменения были существенными.

## Регистрация домохозяйства в материковом Китае
В её нынешнем виде система хукоу была создана на основании Положения о регистрации населения КНР, утверждённого Постоянным комитетом ВСНП 9 января 1958 года. Согласно Положению каждый гражданин относился к сельскохозяйственной или несельскохозяйственной хукоу (обычно называемой сельской или городской) и далее классифицировался по месту происхождения. Эта классификация была напрямую связана с социальной политикой, и те граждане КНР, которые имели несельскохозяйственный (то есть городской) статус хукоу, получали льготы, недоступные гражданам, проживающим на селе. Внутренняя миграция жёстко контролировалась центральным правительством, и только в последние несколько десятилетий эти ограничения были ослаблены. Хотя эта система сыграла важную роль в быстром экономическом росте Китая, она также способствовала социальному расслоению и ухудшению положения крестьян. В последние годы были предприняты шаги по уменьшению неравенства, созданного системой хукоу, в марте и июле 2014 года были объявлены крупные реформы, которые включали положение, устраняющее разделение между сельскохозяйственным и несельскохозяйственным статусом хукоу.

### Обоснование и функция
В своём первоначальном виде система хукоу создавалась для того, чтобы
«… поддерживать общественный порядок, защищать права и интересы граждан и способствовать установлению социализма».
Правительство КНР заявляло, что, поскольку сельские районы обладают большей способностью поглощать и использовать избыточную рабочую силу, большинство населения должно быть сконцентрировано в этих регионах. Более того, свободное передвижение людей считалось опасным, так как оно могло привести к перенаселённости городов и поставить под угрозу сельскохозяйственное производство. В рамках хукоу сельское население было структурировано таким образом, чтобы служить поддержкой для индустриализации городов, работать в сельскохозяйственном производстве и на государственных предприятиях.
На самом деле система хукоу служила и другим мотивам. После создания Китайской Народной Республики в 1949 году Коммунистическая партия Китая вела политику, основанную на понятиях стабильности и быстрой модернизации, и система хукоу была частью этой политики. Исторически городские районы являются источником наибольших угроз для авторитарных режимов: для предотвращения этих угроз центральное правительство предоставляло льготы городским жителям, надеясь предотвратить выступления против государства, особенно в первые годы, когда оно было особенно уязвимо. Хукоу также укрепила власть правительства над горожанами, сделав жителей города зависимыми от центрального правительства во всех аспектах повседневной жизни.
Усилия центрального правительства по сдерживанию миграции стали основным фактором быстрого развития китайской экономики. Жёсткий контроль над миграцией в городские районы помог предотвратить возникновение ряда проблем, с которыми сталкиваются многие другие развивающиеся страны: например, появление трущоб за пределами городских районов из-за массового притока людей, ищущих работу, или плохое состояние здоровья из-за высокой плотности населения. Несмотря на многие недостатки, способность системы хукоу поддерживать стабильность способствовала экономическому подъёму Китая.
Правозащитники заявляют, что система хукоу также использовалась для систематического запрета уйгурам и тибетцам выезжать из Синьцзяна или Тибета, запрета снимать или покупать жильё в восточных провинциях Китая, и что те, кому удаётся уехать, обычно вынуждены вернуться из-за ограничений системы.

## История
Система хукоу существовала в Китае с древних времён. Истоки хукоу можно проследить до додинастической эпохи, она отмечается уже в XXI веке до нашей эры. В своих ранних формах система регистрации домохозяйств использовалась в основном для целей налогообложения и призыва, а также для регулирования миграции. Двумя ранними моделями хукоу были системы сянсуй (кит. трад. 鄉遂, упр. 乡遂, пиньинь xiāng suì) и баоцзя (кит. 保甲). Система сянсуй, созданная при династии Западная Чжоу (около XI—VIII вв. до н. э.), использовалась как метод организации и категоризации городских и сельских земель. Функция системы баоцзя, которую пропагандировал Шан Ян в IV веке до нашей эры, заключалась в создании системы круговой поруки внутри группы жителей: если один человек в группе нарушал строгие правила, то страдала вся группа. Эта структура была позже использована и расширена во время династии Цинь (221—207 гг. до н. э.) для целей налогообложения, контроля населения и призыва.
Согласно Исследованию о хукоу в «Вэньсянь Тункао», опубликованному в 1317 году, во времена династии Чжоу был министр по управлению народонаселением по имени Сыминь (кит. 司民), который отвечал за регистрацию рождений, смертей, эмиграций и иммиграций. В «Чжоуских ритуалах» отмечается, что три копии документов хранились в разных местах. Статус жителей в административных единицах царства Чжоу зависел от расстояния до столицы царства. Ближайшие к столице местности назывались дуби (кит. 都鄙) и их жители имели самый высокий статус, второй пояс назывался сян (кит. 鄉), а третий — суй (кит. 遂). Семьи были организованы по системе баоцзя.
Гуань Чжун, премьер-министр государства Ци VII века до н. э., ввёл политику дифференцированного налогообложения и призыва на военную службу в разных областях. Кроме того, Гуань Чжун запретил иммиграцию, эмиграцию и разлучение семей без разрешения. В «Книге правителя области Шан» Шан Ян также описал свою политику ограничения иммиграции и эмиграции.
Сяо Хэ, первый канцлер династии Хань, добавил специальную главу Хулу (кит. 户律, «Закон о домохозяйствах») в «Кодекс в девяти главах» (кит. 九章律) и установил систему хукоу как основу налоговых поступлений и призыва.

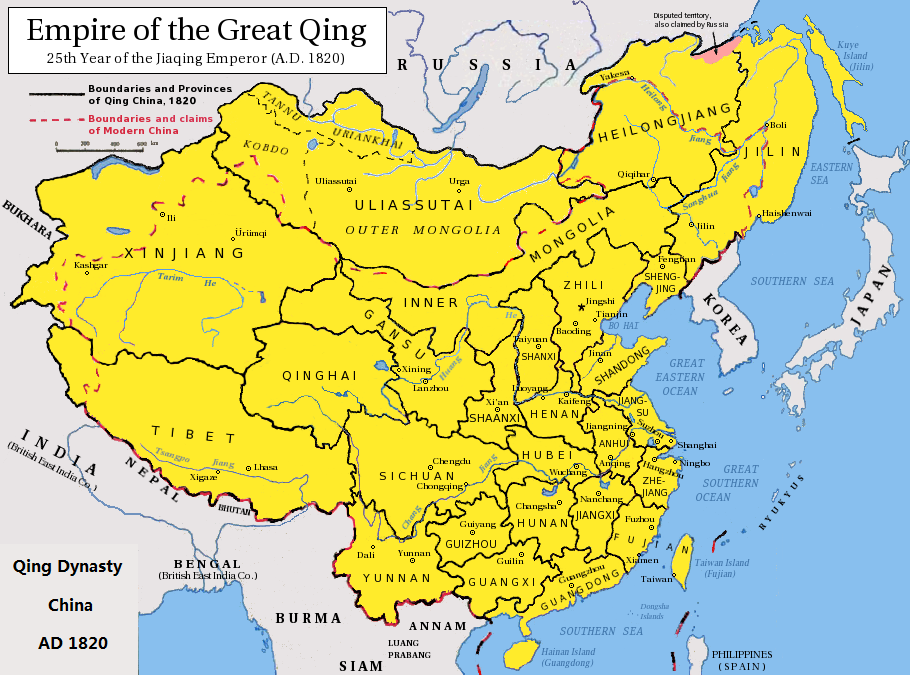
Предшественники системы хукоу использовались во времена династии Цин для наблюдения за людьми и сбора средств на войну

Первая формальная кодификация системы хукоу произошла в конце династии Цин (1644—1912) с принятием закона Хуцзи (кит. 户籍法) 1911 года. Хотя по этому закону передвижение было номинально свободным, требовалась регистрация в органах власти, и она использовалась правительством для преследования коммунистических сил и в качестве основы для налогообложения и финансирования войн; закон расширял применение системы баоцзя и был предназначен для установления стабильности.
В период, последовавший за падением династии Цин, Китаем управляли различные власти, каждая из которых использовала ту или иную систему семейной или личной идентификации. Во время японской оккупации японские власти использовали аналогичную систему для контроля над населением и для финансирования своих военных усилий. Гоминьдан использовал такую же систему для отслеживания действий своих оппонентов из Коммунистической партии Китая, а Коммунистическая партия Китая, в свою очередь, использовала систему под названием ляньбао (кит. 聯保), которая объединяла людей в систему круговой поруки для выявления контрреволюционеров.

### 1949—1978: эпоха маоизма
На момент своего основания в 1949 году Китайская Народная Республика была чисто аграрной страной. 89 % жителей проживали в сельской местности — около 484 миллионов по сравнению с примерно 58 миллионами в городах. Однако по мере индустриализации все больше и больше сельских жителей стекались в города в поисках лучших экономических возможностей: в период с 1957 по 1960 год численность городской рабочей силы увеличилась на 90,9 %.
Основная цель системы хукоу, внедрённой центральным правительством, заключалась в том, чтобы контролировать поток ресурсов, перетекающих из сельскохозяйственного сектора. Нестабильность и мобильность, которые характеризовали первые годы после создания КНР, препятствовали планам центрального правительства в отношении общества и экономики. Хотя система хукоу в её нынешнем виде не была официально введена в действие до 1958 года, годы, предшествовавшие её созданию, характеризовались растущими усилиями коммунистической партии Китая по установлению контроля над населением. В 1950 году министр общественной безопасности Ло Жуйцин (кит. 羅瑞卿) опубликовал заявление, в котором подробно изложил своё видение внедрения системы хукоу в новую эру. К 1954 году сельские и городские жители регистрировались в государственных органах, и уже были введены строгие правила изменения статуса проживания. Для переезда в город требовалось, чтобы у соискателя были документы, подтверждающие трудоустройство, поступление в университет или ближайшие родственники в городе. В марте того же года Министерство внутренних дел и Министерство труда издали совместную директиву по контролю над притоком крестьян в города, в которой провозглашалось, что отныне вся занятость сельских рабочих на городских предприятиях будет полностью контролироваться местными бюро трудоустройства.
9 января 1958 года было подписано постановление о введении хукоу. Это решение разделило граждан КНР на сельское население нунминь (кит. 农民) и городское шиминь (кит. 市民), то есть сгруппировало всех граждан по признаку места проживания. Ключевое различие заключалось в различии статуса хукоу в сельскохозяйственном и несельскохозяйственном секторах. Поскольку центральное правительство уделяло приоритетное внимание индустриализации, государственные программы социального обеспечения, которые были привязаны к статусу хукоу, в значительной степени отдавали предпочтение городским жителям; а владельцы сельских домов не могли получить доступ к этим льготам в рамках социальной политики. Кроме того, изменение статуса хукоу было строго ограничено: официальные квоты составляли 0,15-0,2 % в год, а фактические показатели конверсии — около 1,5 %. В последующие годы государственный контроль за перемещением людей был расширен. В 1964 году были введены более строгие ограничения на миграцию в большие города, особенно в такие крупные, как Пекин и Шанхай, а в 1977 году эти правила были ужесточены. На протяжении всей этой эпохи система хукоу использовалась как инструмент командной экономики, помогая центральному правительству реализовать план индустриализации нации.

### 1978 — настоящее время: после Мао
С момента создания Китайской Народной Республики до смерти председателя Мао в 1976 году центральное правительство ужесточало контроль над миграцией, и к 1978 году внутринациональное перемещение полностью контролировалось правительством. Поскольку жить «вне системы» было практически невозможно, почти все передвижения людей требовали государственной поддержки.
Однако с приходом к власти Дэн Сяопина в 1978 году начались реформы, которые постепенно начали уменьшать неравенство между сельскохозяйственными и несельскохозяйственными хукоу. Были ослаблены ограничения на передвижение из сельской местности в небольшие города, хотя миграция в крупные города, такие как Пекин и Тяньцзинь, по-прежнему жёстко регулировалась. Местным органам власти также была предоставлена большая автономия в принятии решений о квотах и критериях получения права на изменение статуса хукоу. Был принят закон, позволяющий трудящимся-мигрантам получать разрешения на временное проживание, хотя эти разрешения не дают им доступа к тем же преимуществам, которые имеют городские жители. Поскольку стала возможна жизнь за пределами системы, некоторые трудовые мигранты стали переезжать в города и не имея разрешения на временное проживание — в первую очередь потому, что у них нет ресурсов или конкретных предложений по трудоустройству. Такие мигранты живут под угрозой возвращения в сельскую местность. В 2014 году центральное правительство объявило о реформе, которая, среди прочего, устранила разделение между сельскохозяйственным и несельскохозяйственным статусом хукоу.
В ходе этой реформы более 100 млн человек были переведены из категории сельского населения в состав городского, получив прописку в городах и поселках городского типа. Коэффициент урбанизации, рассчитанный на основе численности прописанного в городах и поселках городского типа населения, достиг в 2019 году 44,38 % (в 2013 году он составлял 35,93 %).

### Влияние на сельское население

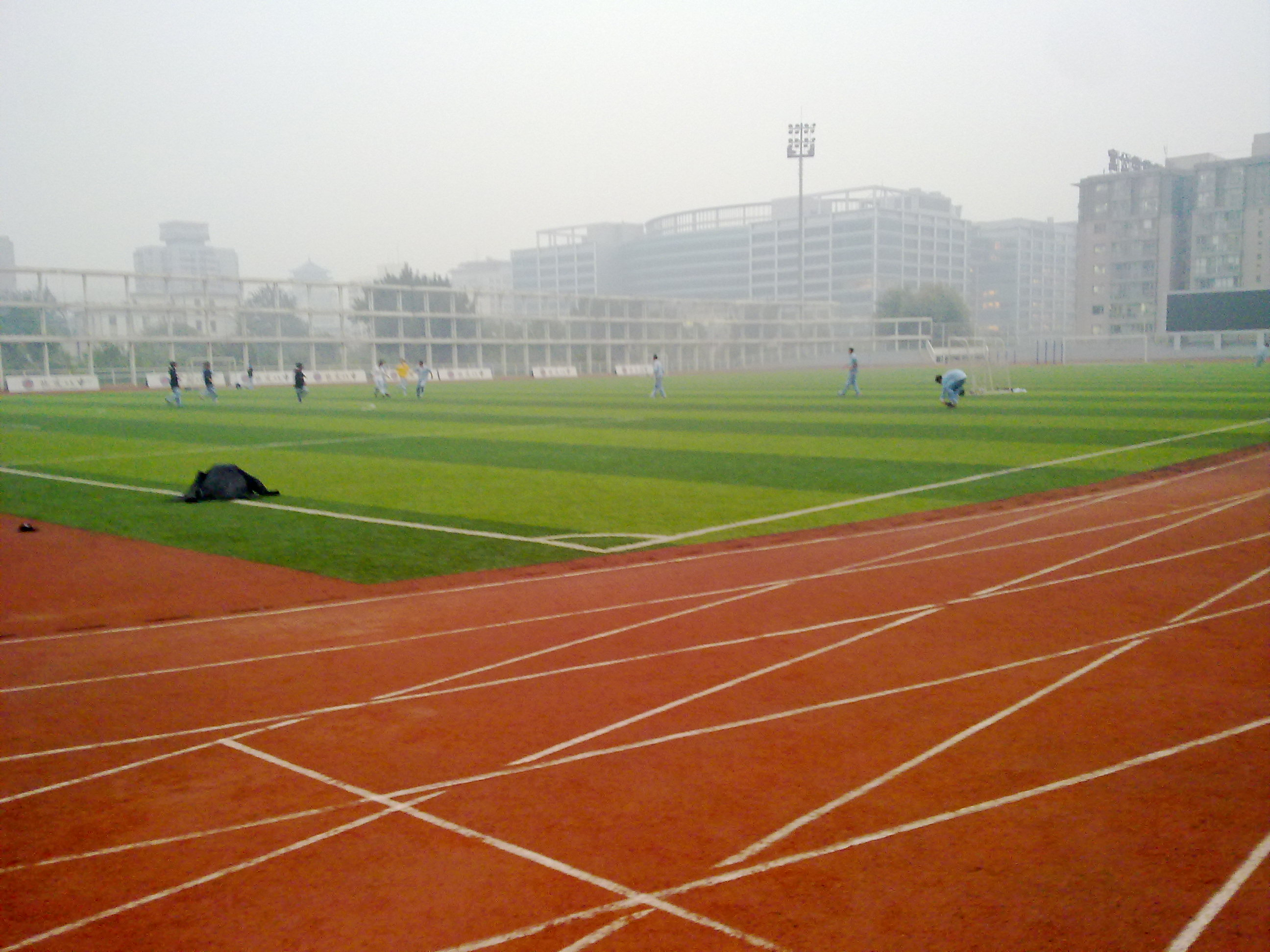
В то время как правительство вкладывает значительные средства в образование в городах, в сельское образование денег почти не вкладывается.

В соответствии с системой хукоу, введённой центральным правительством в 1958 году, обладатели статуса несельскохозяйственной хукоу получали карточки на предметы первой необходимости, включая продукты питания и текстиль, а сельские жители были вынуждены производить все самостоятельно. В то время как государство предоставляло жильё в городах, на селе люди должны были сами строить себе дома. Государство инвестировало в образование, в трудоустройство и предоставляло пенсионные пособия для жителей городов и не оказывало ни одной из этих услуг сельским жителям. Эти различия поставили сельское население в крайне невыгодное положение, в особенности в такие трагические периоды, как голод во время Большого скачка.

#### Пережить голод
Во время Великого китайского голода с 1958 по 1962 год разница между городским и сельским хукоу могла означать разницу между жизнью и смертью. В течение этого периода почти все 600 миллионов сельских жителей были объединены в коллективные фермы, где их сельскохозяйственная продукция — после государственных налогов — была их единственным источником существования. Из-за узаконенного завышения показателей производства местными коммунистическими руководителями и массового сокращения производства государственные налоги в те годы конфисковали почти все продукты питания во многих сельских коммунах, что привело к массовому голоду и гибели более 65 миллионов китайцев.
В то же время 100 миллионов городских жителей питались фиксированными рационами питания, установленными центральным правительством, которые время от времени снижались до 1500 калорий в день, но все же позволяли выжить почти всем во время голода. По оценкам, 95 % или больше всех смертей произошло среди владельцев хукоу в сельской местности. Из-за ограничения информации многие жители городов вообще не знали, что в сельской местности происходят массовые смерти. Это было важно для предотвращения организованной оппозиции политике Мао.

#### После 1978 года
Во время перехода Китая от государственного к рыночному социализму (1978—2001 годы) мигранты, большинство из которых составляли женщины, работали во вновь созданных экспортных зонах в пригородах крупных городов в нестандартных условиях труда. Существовали ограничения на передвижение рабочих-мигрантов, которые вынуждали их вести полную опасностей жизнь в общежитиях компаний или трущобах, где они подвергались жестокому обращению.
Воздействие системы хукоу на рабочих-мигрантов стало особенно тяжёлым в 1980-х годах после того, как сотни миллионов человек были уволены из государственных корпораций и кооперативов. С 1980-х годов около 200 миллионов китайцев живут за пределами своих официально зарегистрированных районов и имеют гораздо меньшее право на образование и государственные услуги, поэтому живут в условиях, во многом схожих с условиями, в которых живут нелегальные иммигранты . Миллионы крестьян, покинувших свою землю, остаются на обочине городского общества. Их часто обвиняют в росте преступности и безработицы, и под давлением своих граждан городские власти ввели дискриминационные правила. Например, дети сельскохозяйственных рабочих (кит. 农民工) не допускаются к поступлению в городские школы, и поэтому должны жить с бабушкой и дедушкой или другими родственниками, чтобы посещать школу в своих родных посёлках. Их обычно называют «домашними детьми». По данным китайских исследователей, около 130 миллионов таких детей живут без родителей.
Поскольку сельские рабочие предоставляют свою рабочую силу в городских районах, которые также получают прибыль от соответствующих налогов, в то время как их семьи пользуются государственными услугами в сельских районах (например, школы для детей, медицинское обслуживание для престарелых), эта система ведёт к перераспределению богатства в городские районы из более бедных регионов на уровне государственного сектора. Внутрисемейные выплаты от трудоспособных родственников в сельскую местность в некоторой степени этому противодействуют.

#### Трудовые мигранты в городах

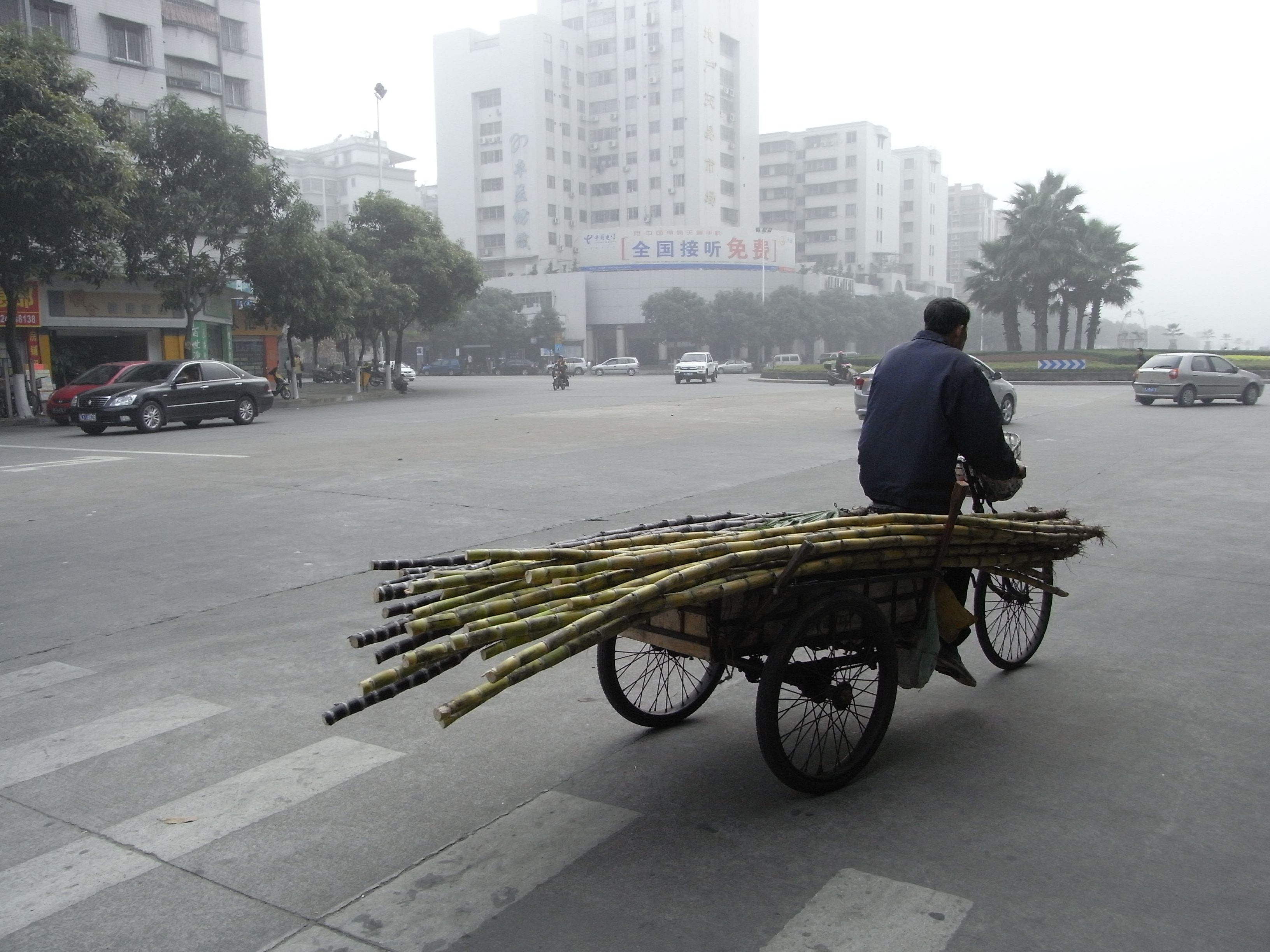
Многие сельские мигранты находят работу в городах.

С ослаблением ограничений на миграцию в 1980-х годах сельские жители в большой массе устремились в города, однако этим трудовым мигрантам пришлось столкнуться с рядом проблем. Когда дело касалось возможностей трудоустройства, городские жители получали приоритет перед мигрантами, а когда рабочие-мигранты все же находили работу, они, как правило, занимали должности с небольшим потенциалом для роста. В то время как городские рабочие поддерживались трудовыми льготами и законами, которые отдавали предпочтение им по сравнению с их работодателями в случае споров, владельцы сельских хукоу не имели такой защиты. А поскольку деятельность городских властей оценивалась исходя из благосостояния местных жителей и местной экономики, у них было мало стимулов для улучшения качества жизни трудовых мигрантов.
В 2008 году центральное правительство приняло Закон о трудовых договорах, который гарантировал равный доступ к рабочим местам, устанавливал минимальную заработную плату и требовал от работодателей заключать контракты с работниками, занятыми полный рабочий день, которые включали трудовые льготы. Однако исследование 2010 года показало, что сельские рабочие зарабатывают на 40 % меньше, чем городские, и только 16 % из них получают трудовые льготы. Трудовые права мигрантов также часто нарушаются — они работают сверхурочно в плохих условиях и сталкиваются с физическими и психологическими преследованиями.
Мигранты также в непропорционально большой степени страдают от задолженности по заработной плате, которая возникает, когда работодатели не выплачивают работникам зарплату вовремя или полностью. Хотя такие случаи незаконны и наказываются тюремным заключением сроком до семи лет, задолженность по заработной плате всё ещё имеет место, а трудовые договоры могут не соблюдаться, корпоративные пенсии не выплачиваться. Согласно исследованию, проведённому в конце 1990-х годов, 46 % мигрантов не получали заработную плату за три или более месяцев, а некоторым работникам не платили в течение десяти лет. В 2000-х годах случаи задолженности по заработной плате стали более редкими, и в исследовании, проведённом с 2006 по 2009 годы, было выявлено, что задолженность по заработной плате имелась перед 8 % трудовых мигрантов.

#### Дети трудовых мигрантов
После смерти Мао в 1976 году начались экономические реформы, которые вызвали всплеск спроса на рынке труда. Сельские жители поспешили заполнить этот нехватку, но без поддержки государственных социальных программ, основанных на статусе хукоу, многие из них были при этом вынуждены покинуть свои семьи. Экономический рост на протяжении многих лет поддерживал высокий спрос на рабочую силу в городах, которые по-прежнему заполняются рабочими-мигрантами, и в 2000 году Пятая национальная перепись населения показала, что 22,9 миллиона детей в возрасте от 0 до 14 лет жили без одного или обоих родителей. В 2010 году это число выросло до 61 миллиона, что составляет 37,7 % сельских детей и 21,88 % всех китайских детей. Об этих детях обычно заботятся их оставшиеся родители и / или их бабушки и дедушки, и, хотя 96 % оставшихся детей посещают школу, они подвержены ряду проблем в развитии. Оставленные дети с большей вероятностью будут сопротивляться авторитету и испытывать проблемы во взаимодействии со своими сверстниками; они более склонны к нездоровому поведению, например отказу от завтрака и курению, и имеют повышенную вероятность развития проблем с психическим здоровьем, включая одиночество и депрессию. И хотя оставленные дома дети могут иметь больше возможностей для учёбы из-за расширенных финансовых возможностей своих родителей, они также часто испытывают большее давление, чтобы успевать в учёбе, и, таким образом, более уязвимы для школьного стресса.

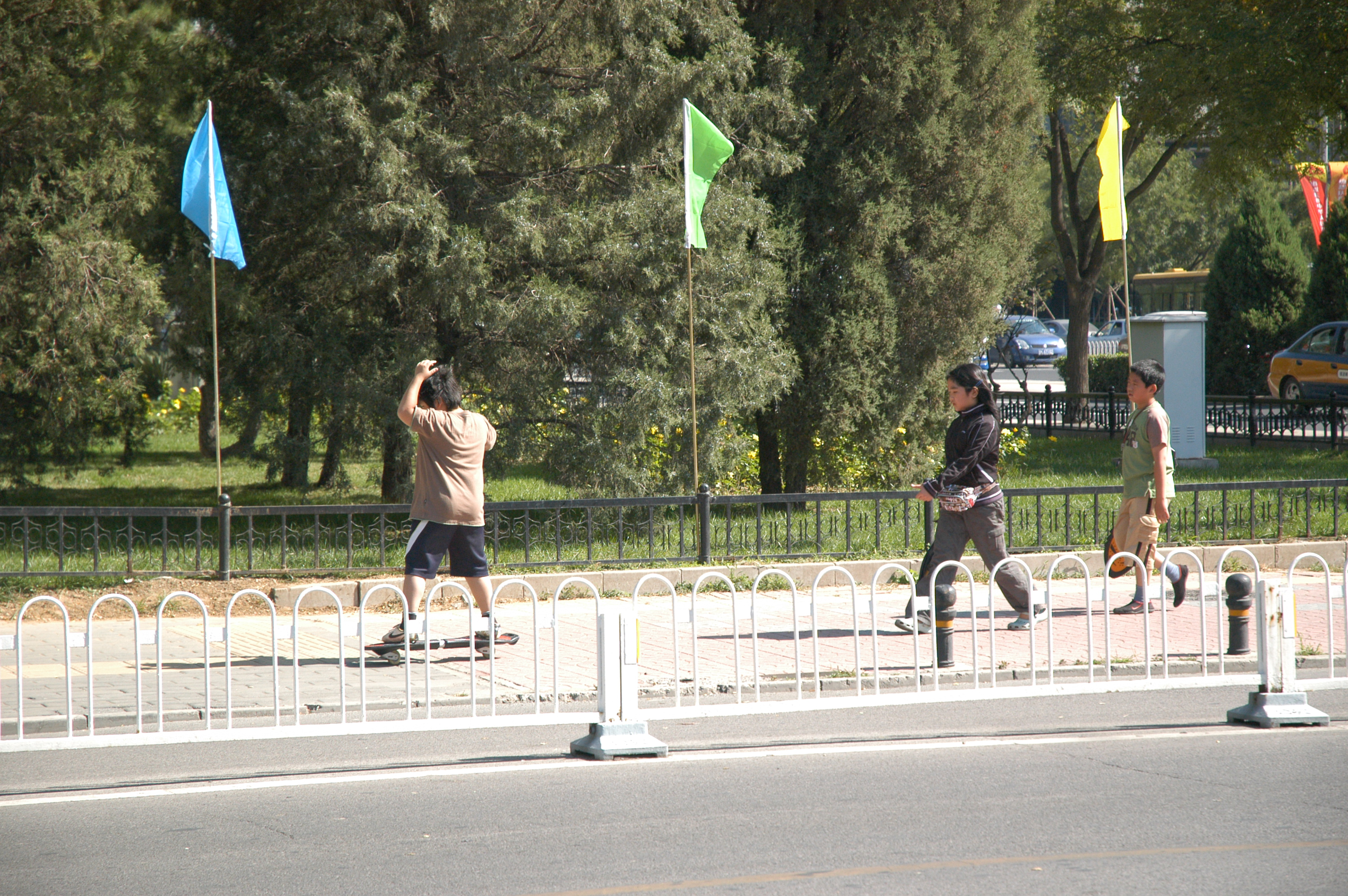
Дети, которые мигрируют вместе со своими родителями, сталкиваются с трудностями, с которыми не сталкиваются их местные сверстники.

Дети сельских рабочих, которые всё же мигрируют вместе со своими родителями, также сталкиваются с проблемами. Без местного несельскохозяйственного хукоу дети-мигранты имеют ограниченный доступ к социальной инфраструктуре. Например, образовательные возможности городских учащихся намного превосходят возможности их сверстников-мигрантов. Центральное правительство реформировало систему образования в 1986 году, а затем ещё раз в 1993 году, предоставив местным органам власти большую автономию в регулировании своей системы образования. Ограниченное количество мест и желание защитить местные интересы, в свою очередь, побудили местные органы власти избегать приёма детей-мигрантов в местные государственные школы. Кроме того, поскольку центральное правительство субсидировало государственные школы на основе показателей зачисления детей из местных хукоу, дети-мигранты должны были платить более высокую плату, если они хотели учиться. Как следствие, многие семьи мигрантов предпочитают вместо этого отправлять своих детей в частные школы, специально предназначенные для мигрантов. Однако, чтобы снизить плату за зачисление и посещение, эти учебные заведения вынуждены сокращать расходы, что приводит к более низкому качеству образования. Школьные помещения часто находятся в плохом состоянии, а многие учителя неквалифицированы.
После 1993 года центральное правительство провело ряд реформ с ограниченным эффектом. В 2001 году оно заявило, что государственные школы должны быть основной формой образования для детей страны, но не уточнило, каким образом оно будет оказывать финансовую поддержку школам в приёме большего числа детей-мигрантов, что привело лишь к незначительным изменениям. Точно так же в 2003 году правительство призвало снизить плату за детей-мигрантов, но снова не указало, как оно поможет школам оплачивать такое снижение. А в 2006 году правительство приняло новый Закон об обязательном образовании, провозгласивший равные права на образование и передающий ответственность за набор детей-мигрантов в школы правительствам провинций. Однако и это не улучшило положение детей-мигрантов. Учащиеся с неместными хукоу должны были платить завышенные вступительные взносы в размере 3 — 5 тысяч юаней из среднего годового дохода семьи в 10 тысяч юаней — и должны были сдавать вступительный вузовский экзамен (гаокао) по месту своего хукоу, где часто труднее попасть в вуз. С 2012 года в некоторых регионах начали смягчать требования и разрешать некоторым детям мигрантов сдавать вступительные экзамены в вузы. По состоянию на 2016 год наиболее мягкой была политика в провинции Гуандун. Ребёнок мигрантов может сдать вступительный экзамен в провинции Гуандун, если он или она учились в средней школе в провинции 3 года, и если родитель (родители) имеет легальную работу и 3 года платили за социальное страхование в провинции.
Из-за трудностей, с которыми сталкиваются дети-мигранты, многие бросают учёбу, это особенно характерно для средней школы: в 2010 году только 30 % детей-мигрантов были зачислены в среднюю школу. Дети-мигранты также непропорционально часто сталкиваются с проблемами психического здоровья — 36 % против 22 % среди их местных сверстников, а 70 % испытывают тревогу в связи с учёбой. Они часто сталкиваются со стигматизацией и дискриминацией из-за разницы в том, как они одеваются и говорят, и им трудно общаться с другими учениками.

#### Воздействие на пожилых людей в сельской местности
Массовый отъезд жителей из сельской местности в города в поисках работы повлиял не только на детей рабочих-мигрантов, но и на оставшихся пожилых людей. С введением политики одного ребёнка в 1970-х годах средний возраст в Китае претерпел сдвиг в сторону увеличения: 82 % рабочих-мигрантов были в возрасте от 15 до 44 лет в 2000 году. Это поставило под сомнение традиционные обычаи сыновней почтительности. Если городские пенсионеры поддерживаются государственными пенсионными программами, то сельские рабочие при выходе на пенсию должны полагаться на себя и свои семьи. Последствия миграции для брошенных пожилых людей неоднозначны: хотя родители детей-мигрантов часто более обеспечены в финансовом отношении и довольны своим экономическим положением, они также имеют тенденцию сообщать о более низкой удовлетворённости жизнью, чем пожилые люди, у которых дети не мигрировали. Как и дети рабочих-мигрантов, родители, как известно, испытывают психологические проблемы, такие как депрессия и одиночество. Те же из пожилых людей, кто заботится о своих внуках, могут чувствовать себя обременёнными этой ответственностью.

### Реформа
За несколько десятилетий, прошедших с начала экономических реформ в 1978 году, Китайская Народная Республика предприняла ряд шагов по реформированию системы хукоу. 1979—1991 годы можно назвать периодом первых реформ. В частности, в октябре 1984 года государство выпустило документ под названием «Документ по вопросу о поселении крестьян в городах», который требовал от местных органов власти интегрировать сельских мигрантов в состав городского населения и позволить сельским мигрантам регистрироваться в городе. В 1985 году государство также внедрило политику под названием «Временные положения об управлении подвижным населением в городах», которая позволяла сельским мигрантам оставаться в городах, даже если они не изменили свой статус хукоу. В том же году государство также опубликовало документ под названием «Положение об удостоверении личности жителя», который позволял сельским мигрантам работать в городах, даже если у них не было удостоверения личности с городским статусом. За этим последовала миграция 30 миллионов человек из сельской местности в города, при которой многим сельским мигрантам продавались поддельные городские удостоверения личности для получения городских льгот. Это стимулировало государство к публикации «Уведомления о строгом контроле чрезмерной „урбанизации“» в 1989 году для регулирования миграции из сельских районов в города. В соответствии с этим документом за сельскими мигрантами снова устанавливалось строгое наблюдение.
1992—2013 годы можно назвать вторым периодом реформы хукоу. Начиная с конца 1980-х была введена политика «лань инь» («синей печати»), при которой городские хукоу выдаются тем, кто обладает профессиональными навыками и / или способностью делать инвестиции (не менее 100 миллионов юаней) в определённых городах (обычно это большие города, такие как Шанхай), что позволяет жить в городах и пользоваться городскими льготами. Эти «хукоу с голубой печатью» были введены во многих крупных городах (включая Нанкин, Тяньцзинь, Гуанчжоу и Шэньчжэнь в 1999 году). Второй вид политики применялся не к большим, а к некоторым небольшим городам. В 1997 году государство ввело политику, согласно которой городские хукоу предоставлялись сельским мигрантам, имевшим стабильную работу в новых посёлках и малых городах. Согласно двум правительственным документам 1997 года, «Пилотной схеме реформирования системы хукоу в малых городах» и «Инструкциям по совершенствованию управления сельской системой хукоу», сельские трудовые мигранты могли зарегистрироваться в качестве постоянных жителей с равным доступом к городским привилегиям в некоторых небольших городах. Затем эта политика была официально оформлена в 2012 году в государственном документе «Уведомление об активном, но осмотрительном продвижении вперёд реформы управления системой хукоу». Кроме того, в 1999 году государство также разрешило большему количеству людей получать городские хукоу, включая детей, чьи родители имели городские хукоу, и пожилых людей, чьи дети получили городские хукоу. Третий вид политики применялся к особым экономическим зонам и районам, созданным специально для экономического роста (таким как Шэньчжэнь). В частности, в 1992 году государство разрешило всем людям, проживающим в особых экономических зонах и районах, иметь при себе два хукоу: своё первоначальное хукоу и другое хукоу, связанное с их работой в особых зонах и районах. Таким образом, эта политика облегчила сельским мигрантам доступ к различным городским возможностям в особых зонах и районах. Однако в 2003 году государство опубликовало «Законы об административных разрешениях», в соответствии с которыми сельские мигранты возвращались к их первоначальному месту жительства в сельской местности. В соответствии с этой политикой жизненные шансы сельских мигрантов снова определялись их статусом хукоу.
Третий период реформ начался в 2014 году, когда в марте государство приступило к реализации «Национального плана урбанизации нового типа (2014—2020 годы)» для решения различных проблем, связанных с быстрой урбанизацией Китая. Например, план направлен на сокращение разрыва между числом городских жителей (владельцев городских хукоу) и числом людей, которые живут в городах, но не имеют городских хукоу. По состоянию на 2012 год этот разрыв составлял 17,3 процентных пункта (52,6 % населения Китая жило в городах, но только 35,3 % имело городские хукоу). Согласно плану, этот разрыв должен был уменьшиться на 2 процентных пункта к 2020 году (60 % живут в городах, из них 45 % имеют городские хукоу), что означало выдачу городских хукоу примерно 100 миллионам мигрантов. Между тем, план также предусматривал предоставление социальных пособий людям, имеющим сельские хукоу (от сельских мигрантов до городских жителей, имеющих сельские хукоу), включая образование, социальное жильё и медицинское обслуживание для не менее чем 90 % (около 100 миллионов) мигрантов к 2020 году. Фактически, с этим планом государство приложило усилия для достижения своих целей. Например, государство предоставило многим детям мигрантов право посещать городские школы, чтобы они могли воссоединиться со своими родителями-мигрантами из сельской местности; оно также предложило многим сельским мигрантам профессиональную подготовку. Более того, в июле того же года правительство также опубликовало «Мнения о дальнейшем продвижении реформы системы хукоу», чтобы отменить ограничения хукоу в малых городах и посёлках, постепенно снять ограничения в средних городах, ослабить ограничения в больших городах — однако чтобы сохранить ограничения в очень больших городах. В результате, согласно заявлению Министерства общественной безопасности, к 2016 году государство выдало городские хукоу примерно 28,9 миллионам мигрантов. Кроме того, в 2016 году местное правительство Пекина объявило, что они отменят официальное различие между городскими и негородскими хукоу в Пекине, что означает, что все жители Пекина будут идентифицироваться как жители Пекина независимо от их первоначального статуса. При этом в ноябре 2017 года правительство Пекина провело кампанию «зачистки», направленную на отправку миллионов сельских мигрантов обратно в их родные сельские районы. Хотя эта кампания была заявлена местными властями как способ избавиться от небезопасных построек в Пекине, где проживает много сельских мигрантов (всего не менее 8,2 миллиона), некоторые сочли её способом «навести порядок», поскольку она произошла вскоре после пожара в небезопасном здании в Пекине.
Было поставлено под вопрос, применимы ли упомянутые выше реформы к большинству мигрантов из сельской местности в города. В частности, многие стратегии реформ, особенно в течение первого и второго периодов, по-видимому, требовали, чтобы сельские мигранты обладали каким-либо капиталом: либо человеческим капиталом (например, профессиональными навыками и званиями), либо капиталом, связанным с собственностью (например, способностью стать городским домовладельцем), либо и того, и другого. Поэтому некоторые учёные также называют политику реформ способами «продажи» хукоу. Между тем, многие мигранты утверждали, что отсутствие у них социальных связей (часть того, что называется гуаньси), которые в некотором смысле тоже накапливаются за счёт богатства, также затрудняло им поиск стабильной, не говоря уже о прибыльной, работе. Следовательно, если благосостояние является предварительным условием перехода от сельского к городскому хукоу, многие сельские мигранты действительно не могут добиться такого перехода, поскольку многие из них «неквалифицированы» (поскольку многие навыки, такие как сельское хозяйство, не относятся к категории профессиональных) и бедны. Однако в некоторых крупных городах, даже если сельский мигрант обладает определёнными профессиональными навыками, это не гарантия того, что ему будет предоставлено городское хукоу. Эта ситуация особенно ярко проявляется у многих высокообразованных мигрантов. Несмотря на образование, многие не получат городских хукоу, если они не станут домовладельцами. Однако, учитывая высокую цену на недвижимость в крупных городах (таких как Пекин, Шанхай, Гуанчжоу), многие не могут этого сделать, даже с учётом того, что некоторые города предлагают мигрантам жилищные субсидии. Из-за отсутствия городских хукоу многие сталкиваются не только с трудностями при покупке квартиры, не говоря уже о покупке дома, но и с неудобствами в качестве арендатора. Из-за отсутствия контроля за арендой во многих крупных городах, даже если кто-то снимает комнату или, в редких случаях, квартиру, он может столкнуться с вероятностью того, что его попросят уехать. Поэтому многих образованных молодых мигрантов также называют «и цзу» (кит. 蚁族), что буквально означает «группа муравьёв», поскольку у многих нет собственной комнаты, и они вынуждены жить в крошечной комнате со многими другими.
Фактически, многие крупные города по-прежнему строго относятся к предоставлению сельским мигрантам городских хукоу и к использованию системы хукоу для определения того, следует ли предоставлять людям права на социальное обеспечение. Хотя «Национальный план урбанизации нового типа (2014—2020)» и «Мнения по дальнейшему продвижению реформы системы хукоу», реализованные в третьем периоде реформ, предполагают создание системы, в большей степени ориентированной на людей, они сохраняют для крупных городов систему регистрации хукоу, отличную от систем регистрации в малых городах и посёлках. Однако именно очень крупные города (такие как Пекин) обычно больше всего привлекают сельских мигрантов, учитывая их широкие возможности трудоустройства. В этом случае, несмотря на то, что государство активно реализовало многие стратегии реформ, разделение хукоу на сельский и городской продолжает влиять на жизненные шансы. Некоторые учёные поэтому утверждают, что реформы хукоу не изменили систему коренным образом, а только децентрализовали полномочия и передали их местным органам власти; система по-прежнему функционирует и продолжает вносить вклад в неравенство между сельскими и городскими районами Китая. Между тем, другие учёные утверждают, что, сосредоточив внимание на городах, реформы хукоу не были нацелены на более бедные регионы, где жителям часто не предлагаются социальные услуги, такие как образование и медицинское обслуживание. Третьи отмечают, что некоторые города побуждают больше родителей-мигрантов брать с собой своих детей. Большинство сельских мигрантов, таким образом, всё ещё в значительной степени игнорируются из-за отсутствия у них городских хукоу, которые часто рассматриваются как отправная точка для получения доступа к жизненным благам.

### Преобразование хукоу сегодня
Обследования перемещающегося населения, которые проводятся ежегодно с 2010 года Национальной комиссией по здравоохранению и планированию семьи, показали, что значительное число рабочих-мигрантов на самом деле не заинтересовано в преобразовании своего статуса хукоу. В течение многолетних реформ барьеры для перемещения были снижены. Однако многие сельские жители не решаются отказываться от своего статуса сельскохозяйственного хукоу. Как владельцы сельских хукоу они имеют права собственности, не предоставленные своим городским визави, что позволяет им использовать землю как для сельскохозяйственного производства, так и для личного пользования. С постоянным расширением городов стоимость земли в пригородах значительно выросла. Владельцы этих участков земли могут отказаться от сельского хозяйства в пользу сдачи своих домов в аренду рабочим-мигрантам. Кроме того, с продолжающимся процессом урбанизации землевладельцы вблизи городов могут ожидать, что центральное правительство купит их землю за приличную сумму когда-нибудь в будущем. Эти перспективы в сочетании с общим улучшением социального благосостояния в сельской местности по сравнению с городской заставили многих сельских жителей колебаться в изменении своего статуса хукоу.

## Специальные административные районы Китая
Хукоу не действует в специальных административных районах Китая (САР), то есть в Гонконге и Макао, хотя для жителей там обязательны удостоверения личности. Вместо этого оба САР предоставляют право на проживание определённым лицам, которым разрешено постоянно проживать в этих районах.
Когда лицо, зарегистрированное в материковом Китае, поселяется в Гонконге или Макао посредством разрешения на въезд, оно должно отказаться от хукоу, тем самым теряя права гражданина в материковом Китае. Первоначально оно может поселиться в САР на семь лет, чтобы получить право на статус постоянного жителя в САР. Следовательно, в период до получения статуса постоянного жителя, хотя такие лица остаются гражданами Китая, они не могут нигде пользоваться правами гражданина (например, голосовать на выборах, получить паспорт) и считаются гражданами второго сорта.

## Отношения между сторонами Тайваньского пролива
Китайская Народная Республика и Китайская Республика (Тайвань) претендуют на территории, находящиеся под контролем друг друга, как на часть своего собственного государства. Таким образом, по своим законам каждая из них рассматривает людей на территории другой стороны как своих граждан. Тем не менее, гражданские права у каждой из сторон доступны только для людей, находящихся под их собственным контролем — это определяется соответствующими законами — о регистрации домашних хозяйств в области Тайвань (в Китайской Республике) и о хукоу в материковой зоне (в Китайской Народной Республике).
Правительство Китайской Республики считает этнических китайцев, проживающих за рубежом, своими гражданами и выдаёт им тайваньские паспорта. Однако это не даёт им права на проживание или каких-либо других прав граждан на Тайване; эти права требуют регистрации домохозяйства на Тайване. Лица без регистрации домохозяйства подлежат иммиграционному контролю на Тайване, но после того, как они поселяются на Тайване, они могут зарегистрировать там домохозяйство, чтобы стать полноправными гражданами.